# (9880) Stegosaurus
(9880) Stegosaurus (1994 PQ31) – planetoida z pasa głównego asteroid okrążająca Słońce w ciągu 3,46 lat w średniej odległości 2,29 j.a. Odkryta 12 sierpnia 1994 roku.